# Рюзо Шимизу
Рюзо Шимизу (на японски: 清水 隆三, р. 30 септември 1902 г. – † XX век) е японски футболист, играч за националния отбор на Япония.

## Биография
Роден е на 30 септември 1902 г. в Японската империя. След като завършва университета Гакугей в Токио, той играе за Токио ШД, който е основан от възпитаници на училището.

## Национален отбор
Записал е и 2 мача за националния отбор на Япония.
| Национален отбор | Година | Мачове | Голове |
| ---------------- | ------ | ------ | ------ |
| Япония           | 1923   | 2      | 1      |
| Общо             | Общо   | 2      | 1      |